# Nuage
I Nuage sono stati un gruppo musicale italiano.
Nacquero a Torino nell'inverno del 1980 dall'incontro di Ottavio Palmirotta ed Emanuele Albertelli con Roberto Stara e successivamente Leo Martino, appena di ritorno da Vienna, il quale abbandonò definitivamente la capitale austriaca.
Nel 1983 pubblicarono il loro primo singolo Roads per la Shirak Records.
Nel 1984 parteciparono al Sanremo giovani con la loro Oasi, e nello stesso periodo, ai quattro si aggiunse Sigfrido Maina.
Poche le loro esibizioni live tra cui spicca la stagione invernale 1982 all'Odissea 2001 a cui presero parte anche Echo & the Bunnyman, Bob Geldof con i Boomtown rats e altri.
Da segnalare anche il live contro le centrali nucleari alla facoltà di architettura di Torino. Nel 1988 esce Difficult Days prodotto, composto ed interpretato da Leo Martino e Sigfrido Maina, Il loro primo album corrisponde anche ad un'evoluzione del sound tipico dei Nuage ma è anche l'ultimo lavoro prima del definitivo scioglimento.
Alla fine del 2011, oltre 23 anni dopo quindi, esce il secondo album della loro storia: One moment ago. Nasce come omaggio ai vecchi compagni di viaggio Emanuele Albertelli e Roberto Stara scomparsi prematuramente. Prodotto da Leo Martino con la compartecipazione di Ottavio Palmirotta esso si compone di tredici brani il cui motivo conduttore è la rielaborazione di atmosfere anni '80 e quindi New Wave in chiave attuale.

## Formazione
- Leo Martino (Lead voice, acoustic electric guitars, piano & synthetizer, bass line)
- Ottavio Palmirotta (Sequencer Bass Line, acoustic electric bass, Piano, Voice)
- Sigfrido Maina (Bass Line, Piano, synth & Keyboards, acoustic electric bass, programming, voice)
- Emanuele Albertelli (piano & Keyboard)
- Roberto Stara (Drum, pearlcussion rototom)

## Discografia
- 1981-1983 1ª Raccolta (Demotape)
- 1983 Roads (45") - side B "Difficult years". Shirak Records
- 1985 Oasi (Single-not published)
- 1986 II Raccolta 1985-1986 (Demotape)
- 1988 Difficult Days - (silence is dangerous) (Album)- MPM - 8 songs
- 2011 One Moment Ago - (from New Wave to now) (Album)-AAA - 13 songs